# Голомб-Кольонія
Голомб-Кольонія (пол. Gołąb-Kolonia) — село в Польщі, у гміні Міхів Любартівського повіту Люблінського воєводства.
Населення — 42 особи (2011).

## Демографія
Демографічна структура станом на 31 березня 2011 року:
|          | Загалом | Допрацездатний вік | Працездатний вік | Постпрацездатний вік |
| -------- | ------- | ------------------ | ---------------- | -------------------- |
| Чоловіки | 18      | 2                  | 16               | 0                    |
| Жінки    | 24      | 2                  | 14               | 8                    |
| Разом    | 42      | 4                  | 30               | 8                    |